# Synopeas globatum
Synopeas globatum är en stekelart som först beskrevs av Fouts 1924.  Synopeas globatum ingår i släktet Synopeas och familjen gallmyggesteklar. Inga underarter finns listade i Catalogue of Life.